# Bo Horvat
Bowie William "Bo" Horvat, född 5 april 1995 i London, Ontario, är en kanadensisk professionell ishockeyforward som spelar för New York Islanders i National Hockey League (NHL).
Han har tidigare spelat för Vancouver Canucks i NHL; Utica Comets i American Hockey League (AHL) samt London Knights i Ontario Hockey League (OHL).
Horvat draftades av Vancouver Canucks i första rundan i 2013 års draft som nionde spelare totalt.
Han är släkt med ishockeyspelaren Travis Konecny som spelar för Philadelphia Flyers i NHL.

## Statistik
| 2009–2010  | Elgin Middlesex Chief | AH         | 2   | 0   | 2   | 2   | 0   | —  | —  | —  | —  | —  |
| 2010–2011  | Elgin Middlesex Chief | AH         | 30  | 30  | 31  | 61  | 12  | 12 | 5  | 7  | 12 | 4  |
|            | Elgin Middlesex Chief |            | 74  | 49  | 76  | 125 | 24  | —  | —  | —  | —  | —  |
|            | St. Thomas Stars      | GOJHL      | 5   | 1   | 3   | 4   | 0   | 1  | 0  | 0  | 0  | 0  |
| 2011–2012  | London Knights        | OHL        | 64  | 11  | 19  | 30  | 8   | 18 | 1  | 3  | 4  | 0  |
| 2012–2013  | London Knights        | OHL        | 67  | 33  | 28  | 61  | 29  | 21 | 16 | 7  | 23 | 10 |
| 2013–2014  | London Knights        | OHL        | 54  | 30  | 44  | 74  | 36  | 9  | 5  | 6  | 11 | 4  |
| 2014–2015  | Vancouver Canucks     | NHL        | 68  | 13  | 12  | 25  | 16  | —  | —  | —  | —  | —  |
|            | Utica Comets          | AHL        | 5   | 0   | 0   | 0   | 4   | —  | —  | —  | —  | —  |
| 2015–2016  | Vancouver Canucks     | NHL        | 82  | 16  | 24  | 40  | 18  | —  | —  | —  | —  | —  |
| 2016–2017  | Vancouver Canucks     | NHL        | 81  | 20  | 32  | 52  | 27  | —  | —  | —  | —  | —  |
| 2017–2018  | Vancouver Canucks     | NHL        | 64  | 22  | 22  | 44  | 10  | —  | —  | —  | —  | —  |
| 2018–2019  | Vancouver Canucks     | NHL        | 82  | 27  | 34  | 61  | 33  | —  | —  | —  | —  | —  |
| 2019–2020  | Vancouver Canucks     | NHL        | 69  | 22  | 31  | 53  | 21  | 17 | 10 | 2  | 12 | 4  |
| 2020–2021  | Vancouver Canucks     | NHL        | 56  | 19  | 20  | 39  | 23  | —  | —  | —  | —  | —  |
| 2021–2022  | Vancouver Canucks     | NHL        | 70  | 31  | 21  | 52  | 40  | —  | —  | —  | —  | —  |
| 2022–2023  | Vancouver Canucks     | NHL        | 49  | 31  | 23  | 54  | 12  | —  | —  | —  | —  | —  |
| NHL totalt | NHL totalt            | NHL totalt | 621 | 201 | 219 | 420 | 200 | 23 | 11 | 5  | 16 | 6  |
| OHL totalt | OHL totalt            | OHL totalt | 185 | 74  | 91  | 165 | 73  | 48 | 22 | 16 | 38 | 14 |

### Internationellt
| Källa: Uppdaterad: 2019-09-16 | Källa: Uppdaterad: 2019-09-16 | Källa: Uppdaterad: 2019-09-16 |         | Utv = Utvisningsminuter | Utv = Utvisningsminuter | Utv = Utvisningsminuter | Utv = Utvisningsminuter | Utv = Utvisningsminuter |
| År                            | Lag                           | Mästerskap                    | Matcher | Mål                     | Assists                 | Poäng                   | Utv                     |                         |
| ----------------------------- | ----------------------------- | ----------------------------- | ------- | ----------------------- | ----------------------- | ----------------------- | ----------------------- | ----------------------- |
| 2012                          | Kanada                        | Ivan Hlinka                   | 5       | 2                       | 2                       | 4                       | 6                       |                         |
| 2016                          | Kanada                        | JVM                           | 7       | 1                       | 2                       | 3                       | 6                       |                         |
| 2018                          | Kanada                        | VM                            | 10      | 3                       | 4                       | 7                       | 0                       |                         |
| Junior totalt                 | Junior totalt                 | Junior totalt                 | 12      | 3                       | 4                       | 7                       | 12                      |                         |
| Senior totalt                 | Senior totalt                 | Senior totalt                 | 10      | 3                       | 4                       | 7                       | 0                       |                         |